# Iłża (stacja kolejowa)

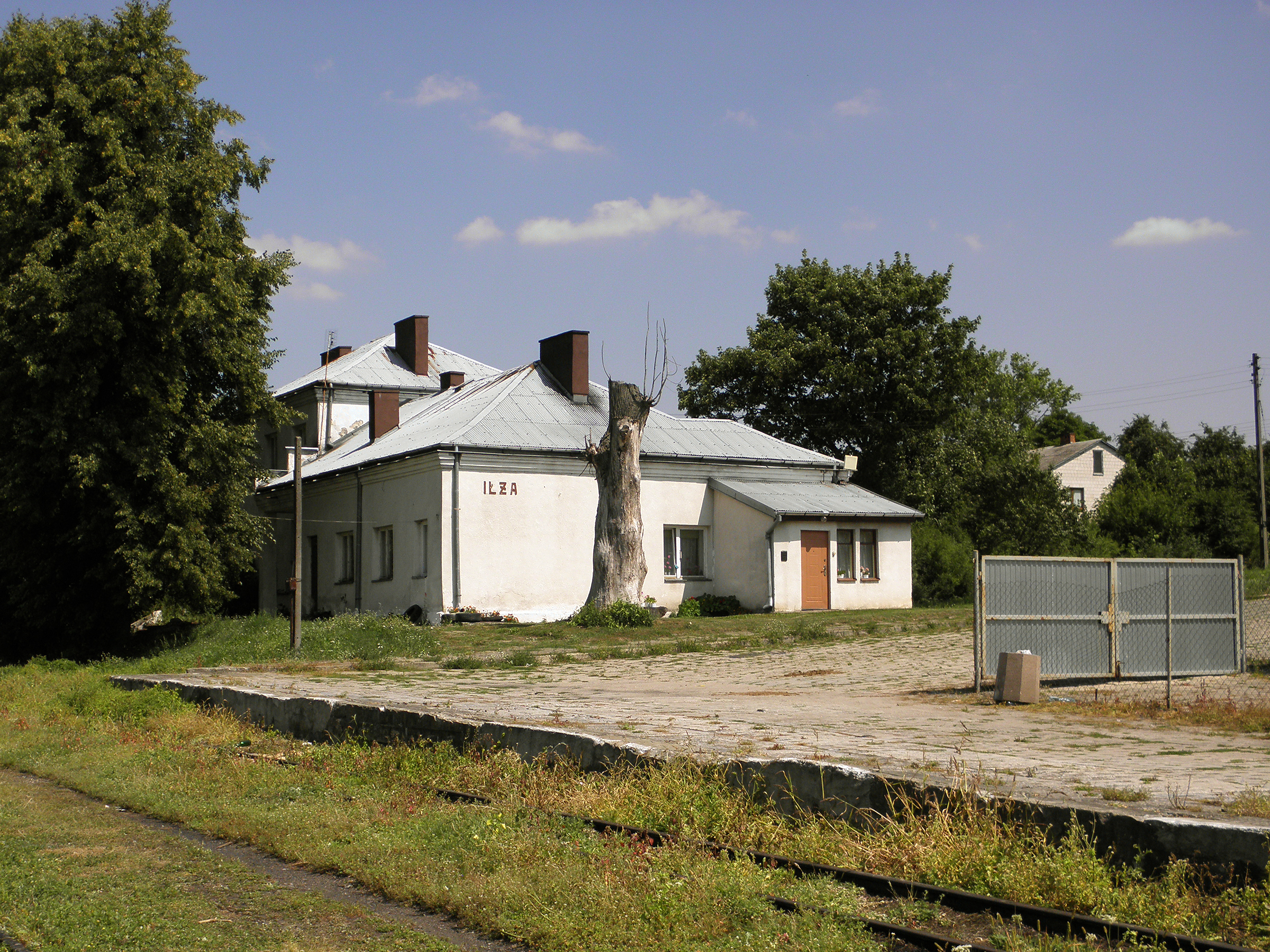
Budynek dawnego dworca

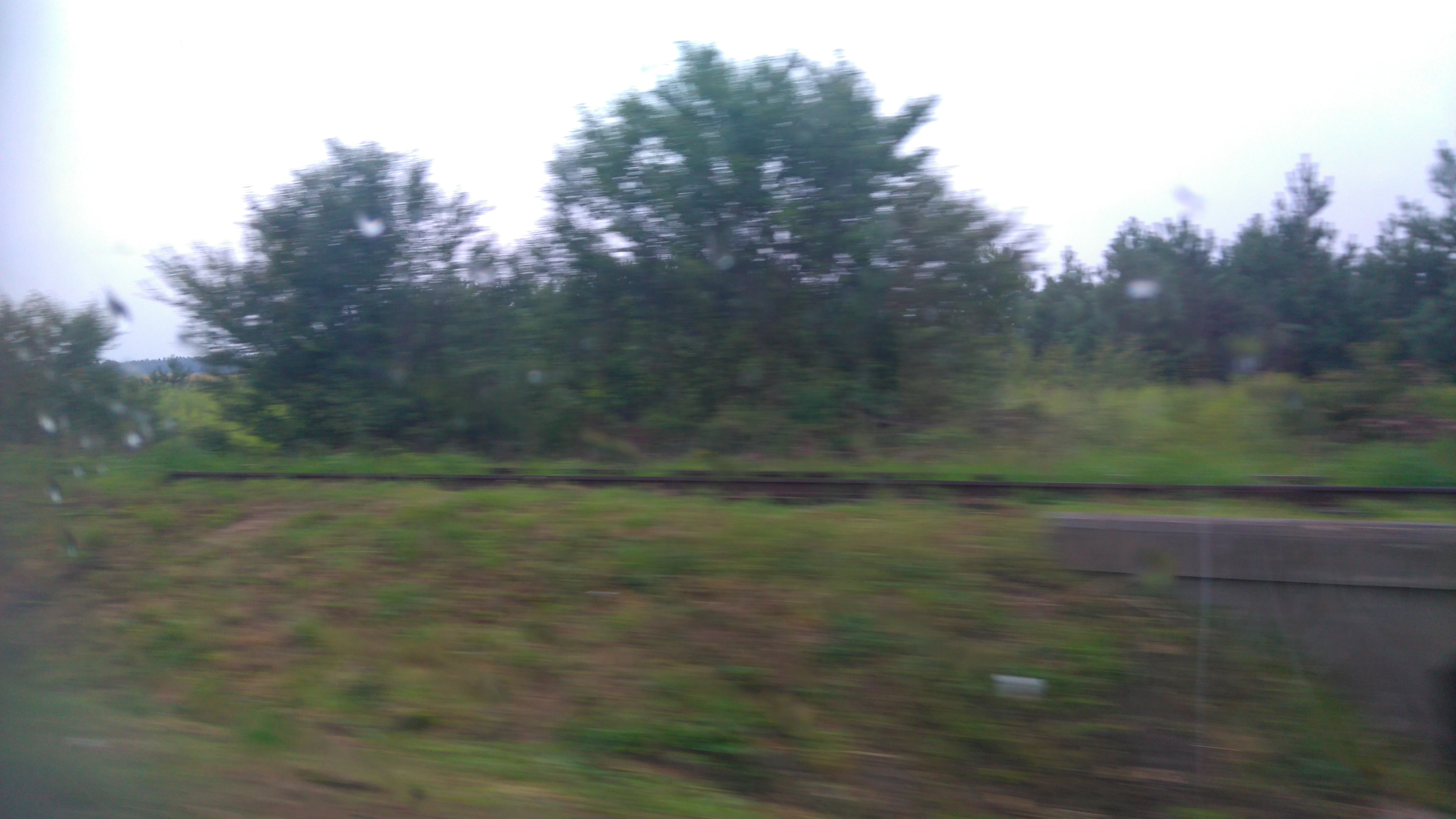
Fragment torów kolejowych w kierunku Starachowic

Iłża – wąskotorowa stacja kolejowa w Iłży, w województwie mazowieckim, w Polsce.
Jest to końcowa stacja Starachowickiej Kolei Wąskotorowej, której początek znajduje się obecnie na stacji Starachowice Wschodnie Wąskotorowe. Stacja była eksploatowana na potrzeby planowego ruchu pasażerskiego do 1986 roku oraz ruchu towarowego do połowy lat 90. XX wieku. W latach 1990–1994 i od 2008 r. jest wykorzystywana sezonowo (maj – październik) na potrzeby obsługi pasażerskiego ruchu turystycznego.
Na stacji znajdują się zabytkowy murowany budynek stacyjny, obecnie zaadaptowany na cele mieszkaniowe, oraz tymczasowa, jednostanowiskowa lokomotywownia.